# Faust (film 1926)
Faust (Faust - Eine deutsche Volkssage) è un film del 1926 diretto da Friedrich Wilhelm Murnau.
Il film espressionista si basa su antiche narrazioni del leggendario racconto, nonché sulla versione della storia come scritta da Goethe.
Fu l'ultimo film del regista diretto in Germania, in seguito egli lavorerà ad Hollywood: quando il film venne proiettato all'UFA-Palast am Zoo di Berlino, il regista stava già girando negli USA.

## Trama
L'arcangelo Michele  e Mefisto stringono un patto, per il quale a quest'ultimo sarebbe spettato il dominio sulla Terra se gli fosse riuscito di corrompere l'anima dello studioso dottor Faust.
Lo stesso Mefisto diffonde la peste nel villaggio in cui vive Faust, un vecchio alchimista. Nonostante le ricerche e le preghiere, Faust non trova alcun rimedio all'epidemia. In preda allo sconforto, Faust getta i suoi libri nel fuoco, compresa la Bibbia. Uno di questi libri si apre in una pagina che indica come ottenere potere e gloria stipulando un patto con il Diavolo. Seguendo ciò che è scritto, Faust si reca ad un incrocio e evoca le forze del male. Appare Mefisto, che offre i suoi servigi sulla base di un contratto di prova per un solo giorno, misurato dallo scorrere della sabbia in una clessidra. Inizialmente Faust usa i suoi nuovi poteri per guarire la gente del villaggio. Non riesce però a salvare una malata che porta un crocifisso al collo: la folla se ne accorge e lo vuole lapidare, ma Faust riesce a rifugiarsi nel suo studio.
Faust trova un ulteriore accordo con Mefisto, che gli offre la sua giovinezza in cambio della sua anima immortale. Mefisto tenta Faust con la visione di una bella ragazza, poi lo porta a bordo di un cavallo volante al matrimonio della duchessa di Parma, che era proprio la donna della visione. Mentre Faust si allontana con lei, Mefisto resta con il marito e lo uccide. Proprio mentre Faust è nel letto con la duchessa, scadono le 24 ore del patto: Mefisto gli estorce una conferma eterna.
Ben presto Faust si stanca dell'estasi della giovinezza e vuole tornare a casa sua. Qui, davanti ad una chiesa, incontra la giovane Gretchen e se ne innamora, ottenendo di essere corrisposto grazie ad una catenina d'oro che Mefisto le fa trovare in camera.
Attraverso alcuni trucchi di Mefisto Faust riesce ad incontrare Gretchen a casa di Marthe Schwerdtlein, con la quale lo stesso Mefisto si diverte a civettare. Finalmente Gretchen ammette Faust nella sua camera da letto. Mefisto si adopera allora affinché la coppia venga scoperta: prima sveglia la madre con un colpo di vento, poi in un'osteria fa una soffiata al fratello di Gretchen, Valentin. La madre scopre i due giovani a letto e muore di crepacuore. Il fratello invece sfida Faust a duello, ma viene ucciso a tradimento alle spalle dallo stesso Mefisto il quale poi grida all'omicidio ai quattro venti, costringendo Faust alla fuga.
Prima di morire, Valentin identifica in Faust il suo assassino ed accusa sua sorella di essere una prostituta. Gretchen viene così messa alla gogna e diviene una reietta, finendo per strada. In inverno, partorito il figlio avuto da Faust, si trova a vagare nel mezzo di una bufera di neve ma nessuno le concede ospitalità. Nel delirio, Gretchen ha la visione di una culla su cui appoggia il bambino, che invece inesorabilmente morirà assiderato. Quando alcuni soldati la trovano, la ragazza, accusata di infanticidio, viene condannata al rogo. Il suo grido di aiuto arriva all'orecchio di Faust, che obbliga Mefisto ad accompagnarlo sul luogo dell'esecuzione. Mentre si dirige verso Gretchen, Faust maledice la sua gioventù e conseguentemente Mefisto gliela toglie, ridonandogli l'aspetto del vecchio. Poco prima di morire, Gretchen riconosce nel vecchio uomo che la sta abbracciando il suo Faust: i due muoiono insieme e le loro anime volano in cielo.
Mefisto ha perso la sua scommessa con l'arcangelo Michele, sconfitto da una forza a lui sconosciuta: l'amore.

## Produzione
Quando il film uscì nelle sale il 14 ottobre 1926, Friedrich Wilhelm Murnau era all'apice della sua carriera, dato che già nel 1922 Nosferatu il vampiro era assurto ad uno dei lavori principali del cinema muto. Tre anni dopo con L'ultima risata (1924) Murnau cominciò la sua carriera internazionale, che lo portò poi ad Hollywood con il primo contratto sottoscritto nel gennaio 1925 con il produttore William Fox durante il suo primo viaggio negli Stati Uniti. Ma prima di trasferirsi definitivamente in California Murnau girò un ultimo film in Germania, appunto Faust con Emil Jannings nel ruolo di protagonista, che per altro aveva già avuto ne L'ultima risata. Negli altri ruoli scelse la stella del teatro svedese Gösta Ekman nel ruolo di Faust, nonché l'allora ancora sconosciuta Camilla Horn nel ruolo di Gretchen, dopo che la prima scelta, l'attrice Lillian Gish, aveva rifiutato.

## Soggetto
Il Faust di Murnau intreccia motivi dal libro popolare Historia von Doktor Johann Fausten – dem weitbeschreyten Zauberer und Schwarzkünstler (1587) con elementi delle relative successive drammatizzazioni di Christopher Marlowe e J. W. Goethe: la ricerca del sapere da parte del vecchio Faust, l'offerta di Mefisto di un patto di eterna giovinezza da firmare col proprio sangue, l'incontro di Faust con Gretchen con gli annessi episodi del corteggiamento, del duello con il fratello Valentin, la gogna, il rogo e la redenzione finale grazie all'amore. E tutto questo all'interno della disputa tra l'arcangelo ed il signore delle tenebre.

## Tecnica cinematografica
Già il "preludio in cielo" mostra uno dei tratti caratteristici di Murnau: la sua sofisticata tecnica di ripresa e di animazione, che conferiscono una straordinaria potenza visiva. Nel suo Faust Murnau esplora i limiti delle possibilità cinematografiche, soprattutto per quanto attiene agli effetti visivi - come le doppie esposizioni. La scena mantiene un equilibrio tra l'espressionismo - che dopo Il gabinetto del dottor Caligari di Robert Wiene (1920) forgia il cinema tedesco - e la pittura romantica, con riferimento ai pittori Caspar David Friedrich e Lovis Corinth, specialmente nelle riprese esterne.

## Restauri e Musiche
Il compositore e direttore d'orchestra Bernd Wilden ha realizzato una nuova colonna sonora sinfonica per il film in occasione del suo restauro nel 2013. La prima si ebbe il 7 novembre 2013 presso la Rudolf-Oetker-Halle di Bielefeld, città natale di Murnau, con l'esecuzione della Bielefelder Philharmoniker accompagnata dal Coro della Città di Bielefeld, sotto la direzione dello stesso Wilden.